# Фог-Порре, Жереми
Жереми Фог-Порре (фр. Jérémy Faug-Porret; род. 4 февраля 1987, Шамбери) — французский футболист, защитник.

## Карьера
Карьеру начинал в 2005 году в клубе «Шамбери». В 2011 году подписал контракт с болгарским клубом «Черноморец» из Бургаса.
В 2015 году играл за румынский «Ботошани». Летом 2017 года перешёл в казахстанский клуб «Актобе».